# Saint-Esteben
Saint-Esteben (baskisch Donoztiri) ist eine französische Gemeinde mit 443 Einwohnern (Stand 1. Januar 2022) im Département Pyrénées-Atlantiques in der Region Nouvelle-Aquitaine (vor 2016: Aquitanien). Die Gemeinde gehört zum Arrondissement Bayonne und zum Kanton Pays de Bidache, Amikuze et Ostibarre (bis 2015: Kanton Hasparren).
Die Bewohner werden entsprechend Donoztiritar genannt. Der baskische Name Donoztiri lässt sich in Don Eztebe Hiri zerlegen (deutsch Dorf des heiligen Estebe (‚Stephan‘)).

## Geographie
Saint-Esteben liegt ca. 35 km südöstlich von Bayonne im historischen Landstrich Arberoue (baskisch Arberoa) der historischen Provinz Nieder-Navarra im französischen Teil des Baskenlands.
Die höchste Erhebung im Gebiet der Gemeinde befindet sich unterhalb des Gipfels des Pic de Garralda (470 m).
Umgeben wird Saint-Esteben von den Nachbargemeinden:
| Ayherre | Isturits                                    |                         |
|         | Kompassrose, die auf Nachbargemeinden zeigt | Saint-Martin-d’Arberoue |
| Hélette |                                             | Armendarits             |

Saint-Esteben liegt im Einzugsgebiet des Flusses Adour.
Der Garraldako Erreka, ein Nebenfluss der Joyeuse, entspringt in Saint-Esteben. Außerdem durchquert der Ruisseau l’Arbéroue, ein Nebenfluss des Lihoury und Namensgeber des Landstrichs, das Gebiet der Gemeinde.

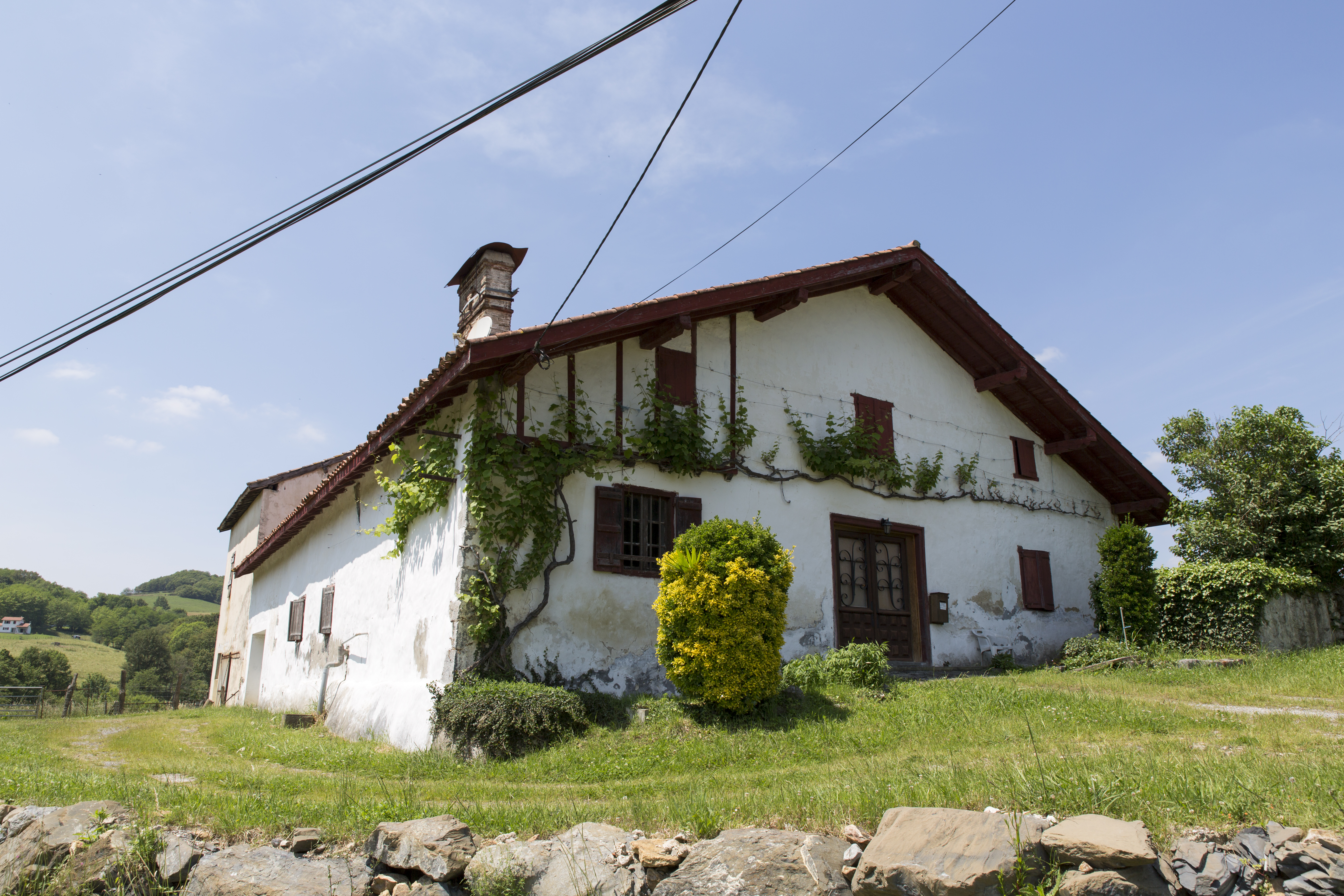
Haus in Saint-Esteben in traditioneller Bauweise

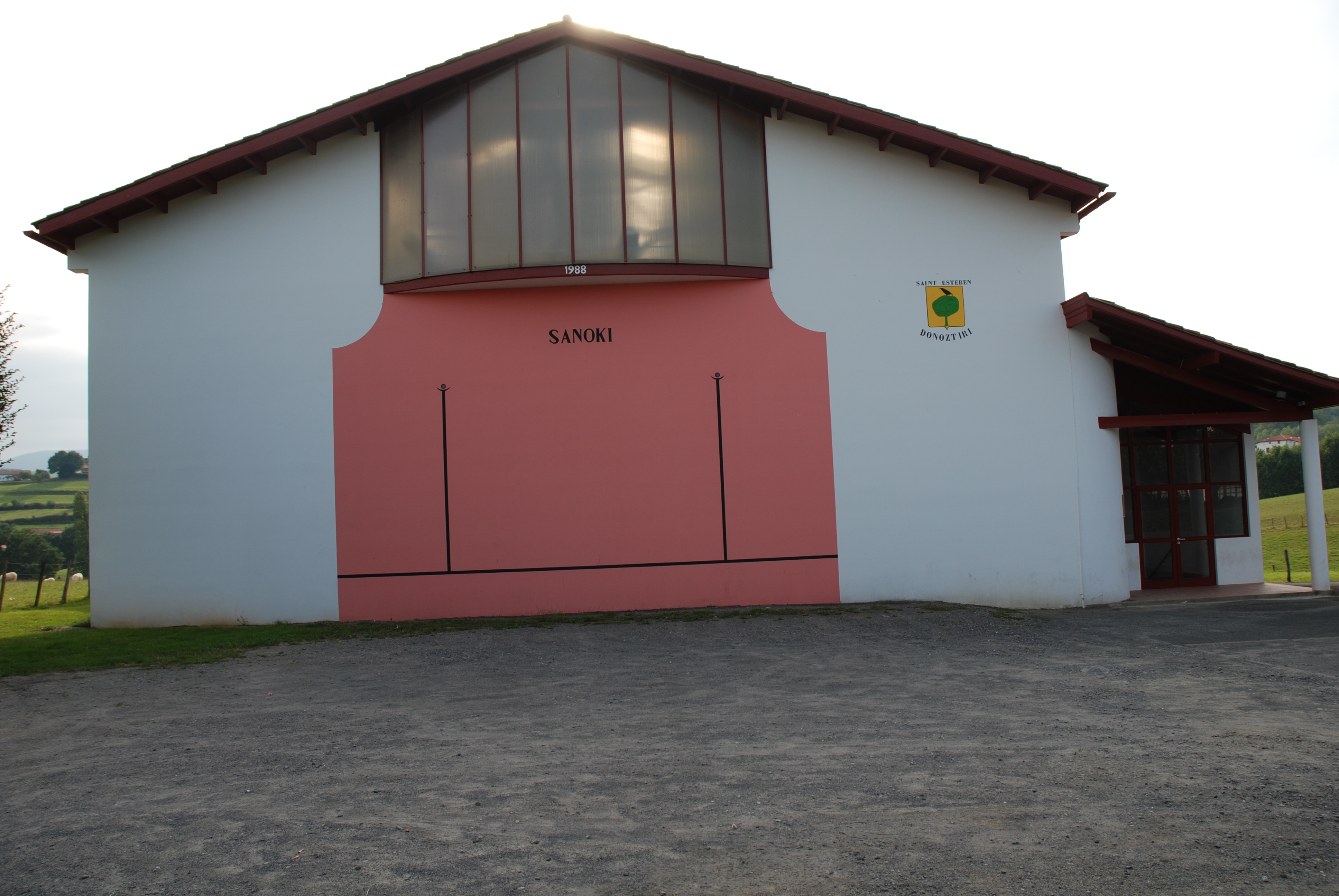
Frontón an der Wand einer Pelotahalle

## Geschichte
Das erste Adelshaus der Siedlung, das Haus Jauregi, wurde 1249 erstmals erwähnt. 1321 wurde das Haus San Estevan de Arberoa bei der Finanzkammer von Pamplona genannt. Gegen 1350 etablierten sich die ersten Grundherren von Saint-Esteben im Arberoue. Sie spielten eine entscheidende Rolle in der Geschichte von Navarra, mehrere von ihnen waren Soldaten unter der Führung des französischen Königs. Im 15. Jahrhundert wurde eine große Zahl an Häusern im Arberoue in den Adelsstand gehoben, zwölf davon in Saint-Esteben im Jahre 1435. Auf diese Weise wollte der König von Navarra das Volk an sich binden im Kampf gegen England während des Hundertjährigen Krieges. Gegen 1750 wurde die Grundherrschaft von Saint-Esteben zur Vicomté erhoben.
Toponyme und Erwähnungen von Saint-Esteben waren:
- de Sancto Stephano (1249),
- San-Estevan de Arberoa (1321, Urkunden der Camara de Comptos),
- Sant Esteven (1350),
- Sent Estenen (1366),
- Sant-Esteban (1513, Urkunden aus Pamplona),
- Saint-Esteve d’Arberoue (1703, Inspektionen des Bistums Bayonne),
- Saint Esteven (1750, Karte von Cassini),
- Esteben (1793, Notice Communale) und
- Saint-Esteben (1801, Bulletin des lois).[5][6][7][8]

### Wappen

Wappen von Saint-Esteben

Die Gemeinde trägt das Wappen der Grundherren von Saint-Esteben seit 2003.
Es lässt sich nach Guy Ascarat, Heraldiker und Historiker, folgendermaßen interpretieren.

Der Baum steht für die Eiche im Baskenland, eines der stärksten Symbole. Wegen des Widerstands gegenüber den Elementen und der Erhabenheit seines Holzes gebietet er Respekt durch seine Kraft und Stärke. An seiner Fähigkeit der ständigen Regeneration ist er der Inbegriff von Dauer und Unsterblichkeit. Der Baum steht für das Leben auf der Erde. Der Vogel ist eine Elster, in früheren Zeiten ein Glücksbringer. Seine Position auf der Baumkrone liegt zwischen Himmel und Erde und er ist somit ein Symbol für einen Boten, denn er befördert die Seelen der Verstorbenen in den Himmel.

### Einwohnerentwicklung
Nach Höchstständen der Einwohnerzahl von rund 800 in der Mitte des 19. Jahrhunderts reduzierte sich die Zahl bei kurzen Erholungsphasen bis zur Jahrtausendwende auf rund 360. In der Folge ist bis heute ein beachtliches Wachstum zu verzeichnen.
| Jahr      | 1962 | 1968 | 1975 | 1982 | 1990 | 1999 | 2006 | 2009 | 2022 |
| --------- | ---- | ---- | ---- | ---- | ---- | ---- | ---- | ---- | ---- |
| Einwohner | 457  | 454  | 439  | 420  | 391  | 359  | 390  | 416  | 443  |

## Sehenswürdigkeiten

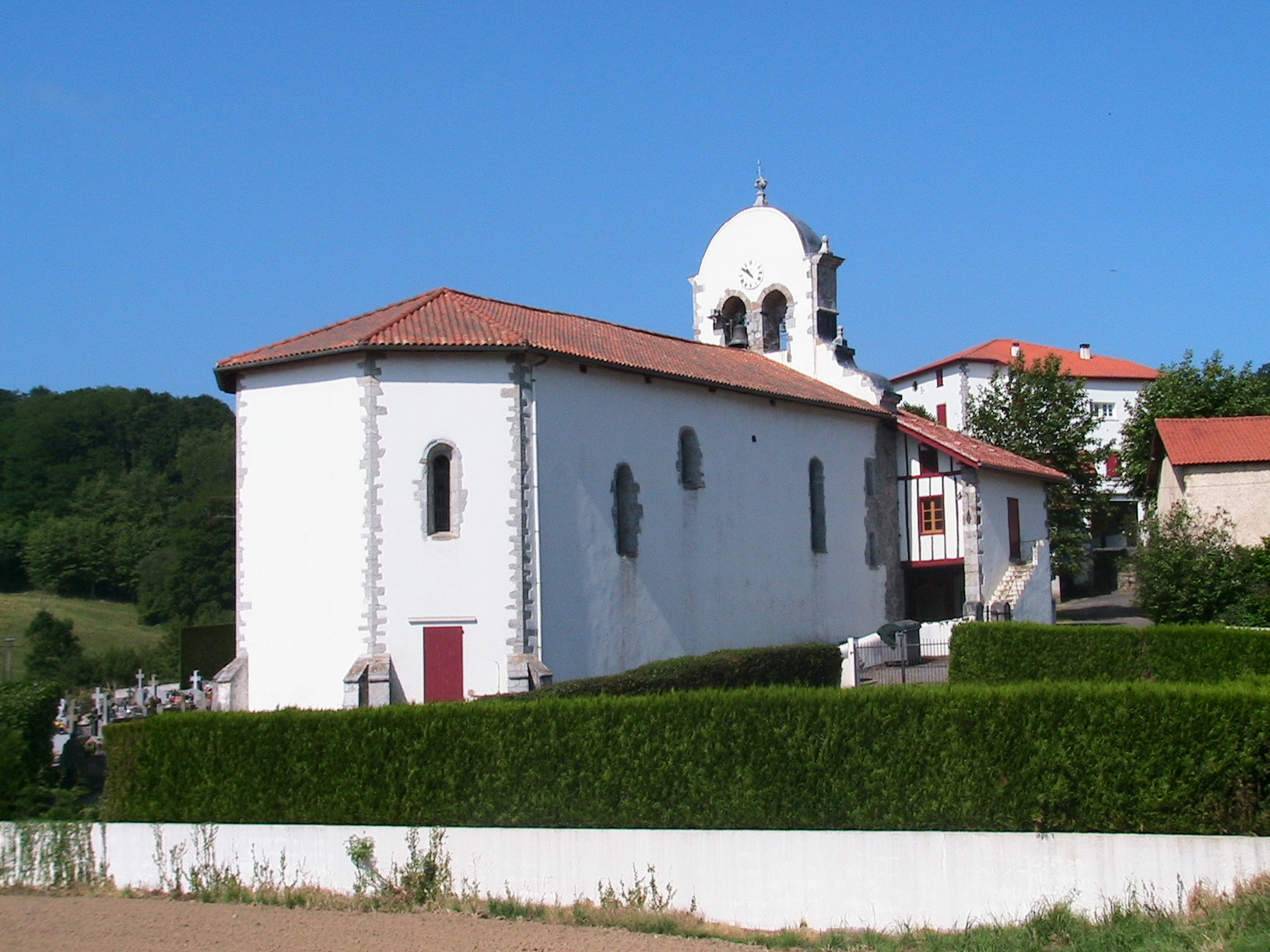
Pfarrkirche Saint-Étienne

- Pfarrkirche, geweiht dem heiligen Stephanus. Ab 1320 wurde die Pfarrgemeinde und der Glockenturm in den Aufzeichnungen erwähnt. Es handelt sich hierbei um einen Hinweis auf eine erste Kirche, von der keine Spuren übrig geblieben sind. Sie wurde wahrscheinlich in den Hugenottenkriegen zerstört, und am Ende der aufeinanderfolgenden Auseinandersetzungen wurde die heutige Kirche im Laufe des 17. Jahrhunderts errichtet. Die ersten Arbeiten am Neubau wurden nach 1620 durchgeführt. Die Fassade wurde 1692 fertiggestellt, wie die entsprechende Jahreszahl über dem Eingang an der Westseite belegt. Im 18. Jahrhundert wurde ein Pfarrhaus an das Gebäude angefügt und das Kircheninnere mit Emporen und dem Chor ausgestattet, der im folgenden Jahrhundert mit einem Geländer komplettiert wurde. Das heutige Gotteshaus birgt Elemente einer traditionellen baskischen Kirche, ein einfaches, mit Täfelwerk versehenes Langhaus, Emporen auf zwei Ebenen und reich ausgeschmückte Gegenstände im Chor. Die Pfarrkirche von Saint-Esteben ist seit dem 29. April 1999 als Monument historique klassifiziert.[11][12] Das Altarretabel im Chor ist reich verziert mit Pflanzenmotiven auf Goldauflagen, Säulen mit Kapitellen, Skulpturen von Cherubinen und einer Vielzahl von Statuen. Eine stellt in der Mitte den heiligen Stephanus in der Kleidung eines Diakons dar, oberhalb des Gesimses eine andere den gekreuzigten Christus.[13] An einem Nebenaltar ist die Statue von Josef von Nazaret mit einer Schwertlilie als Symbol der Reinheit in seiner linken Hand zu sehen.[14] Ein Glasfenster der Kirche ist ebenfalls dem heiligen Stephanus gewidmet. Es zeigt ihn aufrecht in der Kleidung eines Diakons und ein Buch haltend, ein wiederkehrendes Attribut, das auf seine Belesenheit hinweist.[15]

## Wirtschaft und Infrastruktur

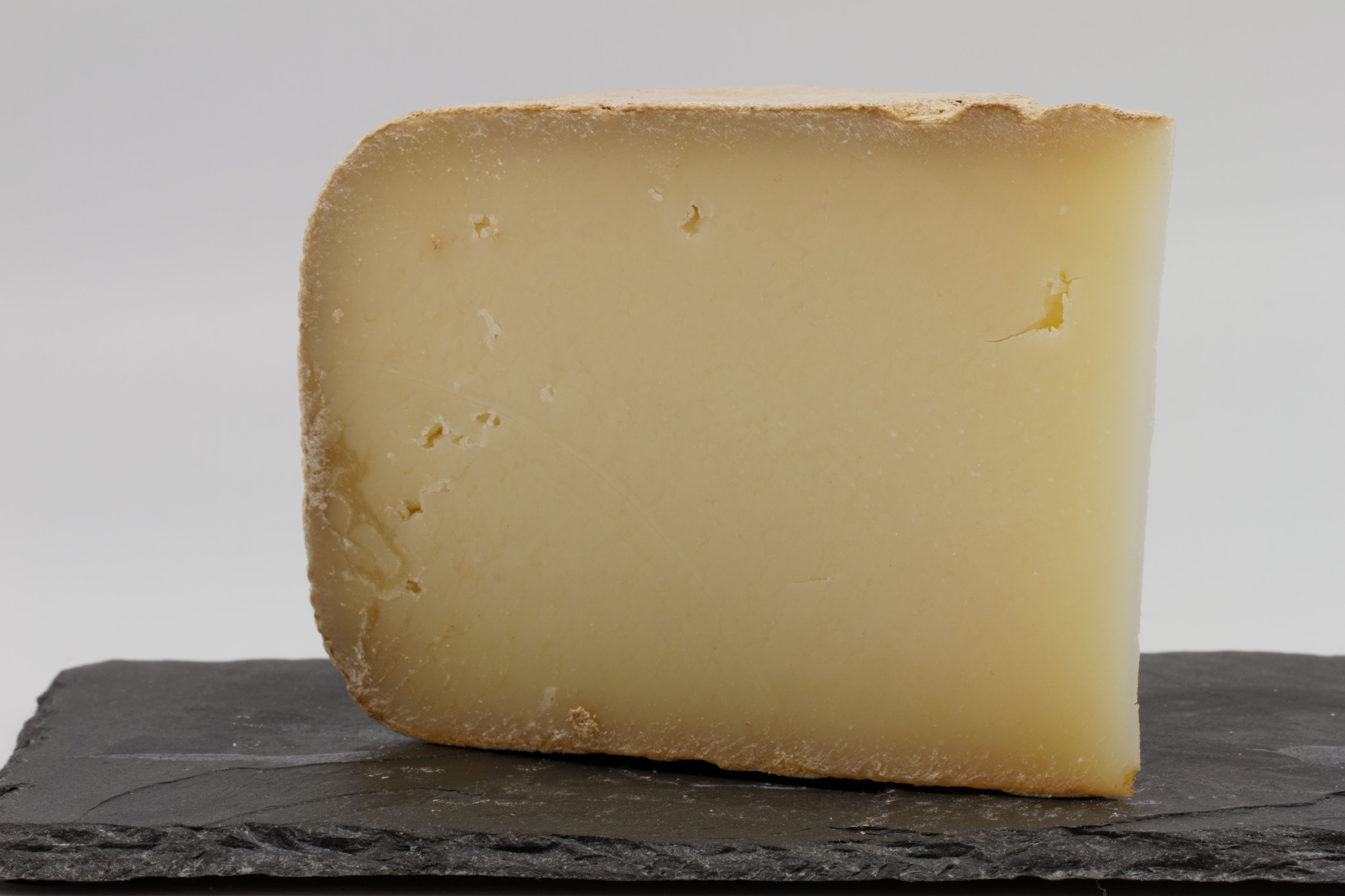
Ossau-Iraty

Die Landwirtschaft ist traditionell einer der wichtigsten Wirtschaftsfaktoren der Gemeinde. Saint-Esteben liegt in den Zonen AOC des Ossau-Iraty, eines traditionell hergestellten Osserain-Rivareyte Schnittkäses aus Schafmilch, sowie der Schweinerasse und des Schinkens „Kintoa“.

### Bildung
Die Gemeinde verfügt über eine öffentliche Grundschule mit 31 Schülerinnen und Schülern im Schuljahr 2017/2018.

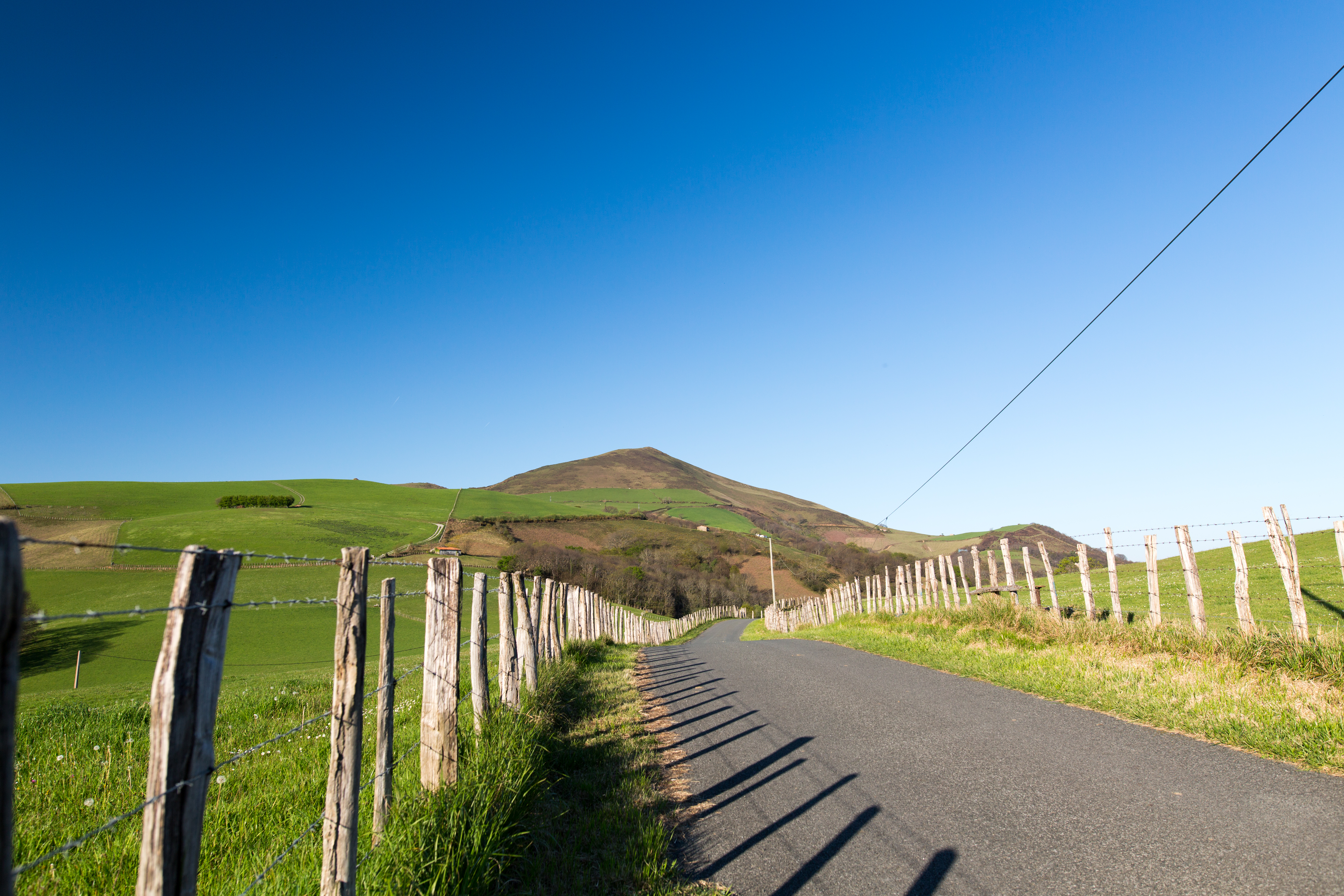
Blick auf den Pic de Garralda

### Sport und Freizeit
Ein mittelschwerer Rundweg mit einer Länge von 12 km und einem Höhenunterschied von 460 m führt vom Zentrum der Gemeinde auf den Gipfel des Pic de Garralda (470 m).

### Verkehr
Saint-Esteben wird durchquert von den Routes départementales 14, 245 und 251.